# Svenska basketligan
Svenska Basketligan är den högsta svenska serien i basket för herrar. Ligan startades säsongen 1992/1993 och har gått under namnen Basketligan (även BasketLigan), Obol Basketball League och Ligan. Vinnaren av Svenska Basketligans slutspel får titulera sig svenska mästare i basket.

## Historia
1990 beslutade Svenska Basketbollförbundet på ett extrainsatt årsmöte att från säsongen 1992/1993 starta Basketligan, som skulle ersätta den tidigare Elitserien. 1990 godkände även Riksidrottsförbundet detta.
Säsongen 1992/1993 ersatte Basketligan den tidigare Elitserien, och därmed tog det svenska seriesystemet i basket ett första steg mot att likna det nordamerikanska systemet för proffsligor. Visserligen fanns upp- och nedflyttningen till viss del kvar, men nu gällde inte enbart seriesystemet; dessutom ställdes även krav på god ekonomi för uppflyttning av klubb.
Namnet på serien förblev Basketligan till och med säsongen 2005/2006 men efter att det schweiziska investmentbolaget Obol Investment skrivit avtal med Svenska Basketbollförbundet i början av oktober 2006 bytte Basketligan namn till Obol Basketball League. Sveriges Radios program Kaliber i SR P1 granskade den 3 december 2006 investmentsbolagets bakgrund och fann flera märkligheter. I januari 2007 beslöts att ligan inte längre skulle innehålla företagsnamnet Obol och kallades endast Ligan under resten av säsongen. Från och med säsongen 2007/2008 är namnet Svenska Basketligan .
I mars 2024 meddelades det att Svenska basketligan från och med säsongen 2025/2026 kommer utökas till 14 lag.

## Svenska Basketligan Herr 2020-2021
| Lag                   | Kortnamn | Ort        | Head Coach              | Arena                |
| --------------------- | -------- | ---------- | ----------------------- | -------------------- |
| BC Luleå              | LUL      | Luleå      | Peter Öqvist            | Luleå Energi Arena   |
| Borås Basket          | BOR      | Borås      | Henrik Svensson¨        | Boråshallen          |
| Jämtland Basket       | JÄM      | Östersund  | Adnan Chuck             | Östersunds Sporthall |
| KFUM Fryshuset Basket | FRY      | Stockholm  | Åke Bärlin              | Fryshuset            |
| Köping Stars          | KÖP      | Köping     | Torbjörn Gehrke         | Köpings bad & sport  |
| Norrköping Dolphins   | NOR      | Norrköping | Mikko Riipinen          | Stadium Arena A      |
| Nässjö Basket         | NÄS      | Nässjö     | Joakim Källman          | Nässjö Sporthall     |
| Södertälje BBK        | SÖD      | Södertälje | Ludwig Degernäs         | Täljehallen          |
| Umeå BSKT             | UME      | Umeå       | Boris Balibrea Oliveras | Umeå Energi Arena    |

## Vinnare
Vinnare av Basketligans slutspel sedan starten och tillika vinnare av SM-guldet i basket:
- 1993: Stockholm Capitals (Stockholm)
- 1994: Kärcher Basket (Göteborg)
- 1995: Alvik Basket (Stockholm)
- 1996: New Wave Sharks (Göteborg)
- 1997: Plannja Basket (Luleå)
- 1998: Norrköping Dolphins (Norrköping)
- 1999: Plannja Basket (Luleå)
- 2000: Plannja Basket (Luleå)
- 2001: 08 Alvik Stockholm Human Rights (Stockholm)
- 2002: Plannja Basket (Luleå)
- 2003: Solna Vikings (Stockholm)
- 2004: Plannja Basket (Luleå)
- 2005: Södertälje Kings (Södertälje)
- 2006: Plannja Basket (Luleå)
- 2007: Plannja Basket (Luleå)
- 2008: Solna Vikings (Stockholm)
- 2009: Sundsvall Dragons (Sundsvall)
- 2010: Norrköping Dolphins (Norrköping)
- 2011: Sundsvall Dragons (Sundsvall)
- 2012: Norrköping Dolphins (Norrköping)
- 2013: Södertälje Kings (Södertälje)
- 2014: Södertälje Kings (Södertälje)
- 2015: Södertälje Kings (Södertälje)
- 2016: Södertälje Kings (Södertälje)
- 2017: BC Luleå (Luleå)
- 2018: Norrköping Dolphins (Norrköping)
- 2019: Södertälje Kings (Södertälje)
- 2020: Borås Basket (Borås) *(ligan avbröts på grund av Coronaviruspandemin 2019–2021 och Borås titulerades svenska mästare i egenskap av serieledare vid avbrottet)
- 2021: Norrköping Dolphins (Norrköping)
- 2022: Norrköping Dolphins (Norrköping)
- 2023: Norrköping Dolphins (Norrköping)
- 2024: Norrköping Dolphins (Norrköping)
- 2025: Norrköping Dolphins (Norrköping)

Vinnarna av tidigare SM-guld återfinns i listan över svenska mästare i basket.

### Lag med flest SM-guld i Basketligan
- 9 – Norrköping Dolphins
- 8 – BC Luleå
- 7 – Södertälje Kings
- 2 – Gothia Basket, Solna Vikings, Sundsvall Dragons
- 1 – Stockholm Capitals, Alvik Basket, 08 Stockholm Human Rights, Borås Basket

### Fotnoter
1. ↑  Svenska Basketligan - Historia Arkiverad 27 december 2008 hämtat från the Wayback Machine.
2. ↑  ”Ny modell för SBL Herr”. sblherr.se. 25 mars 2024. https://www.sblherr.se/article/skbasao-3ne1d/view. Läst 26 mars 2024.